# Szkoła Szybowcowa w Tęgoborzu
Szkoła Szybowcowa w Tęgoborzu – szkoła pilotów szybowców istniejąca w latach 1933–1939 oraz 1946-1949 w miejscowości Tęgoborze, na górze Rachów i Jodłowiec w Beskidzie Wyspowym w województwie małopolskim.

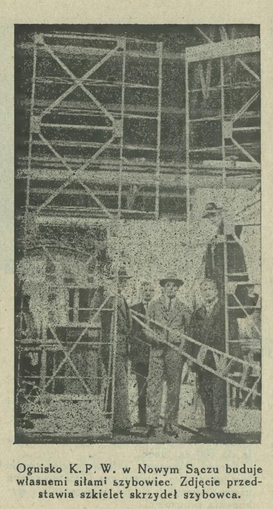
Szybowiec CWJ budowany w warsztatach kolejowych w Nowym Sączu

## Historia

### Początki szkolnictwa szybowcowego
Rozwój lotnictwa rozpoczął się w Polsce po odzyskaniu niepodległości, pierwsze szkoły szybowcowe w Polsce powstały 1932 roku, w tym samym roku w Nowym Sączu powstał ośrodek szybownictwa LOPP, pierwszy w Okręgu Krakowskim.
Henryk Błaszczyk z Sekcji Lotniczej LOPP w Krakowie nawiązał kontakt z Warsztatami Szybowcowymi Związku Awiatycznego Studentów Politechniki Lwowskiej, które budowały szybowce CWJ zaprojektowane przez Wacława Czerwińskiego. W tym samym roku w Nowym Sączu w Warsztatach Kolejowych został zbudowany pierwszy szybowiec szkolny CWJ według zakupionej dokumentacji. Budową szybowców kierował pracownik warsztatów kolejowych który posiadał kwalifikacje zdobyte w warsztatach hydroplanów w Armii Austro-Węgierskiej.
Sekcja w Nowym Sączu należąca do Lotniczego Aeroklubu Krakowskiego zorganizowała w okresie od 18 września do 17 października wyprawę szybowcową na Winną Górę w Biegonicach, gdzie wykonano pierwsze loty na szybowcach CWJ. Kierownikiem szkolenia był pilot por. Tadeusz Kurowski który jako pierwszy wykonywał loty w celu oceny przydatności do szkoleń szybowcowych wzniesień w Ustianowej w Bieszczadach. Na wyprawie w Biegonicach wyszkolono 39 osób w kategorii A, a 17 w kategorii B. Wśród uczestników kursu byli Leopold Kwiatkowski, Jerzy Iszkowski oraz Bronisław Czech.

### Szkoła na górze Rachów
Sekcję Lotniczą przekształcono w Koło Szybowcowe L.O.P.P. Koło w 1933 r. wysłało Leopolda Kwiatkowskiego do Bezmiechowej w celu podniesienia kwalifikacji do kategorii C i zdobycia uprawnień instruktorskich. Poszukiwano nowego terenu dogodnego do szkoleń szybowcowych, wybrano górę Rachów (377 m n.p.m.) w miejscowości Tęgoborze. Ocenę przydatności terenu i wykonanie oblotu wykonali piloci Leopold Kwiatkowski oraz Jan Skalski. Wybór terenu zatwierdziło Ministerstwo Komunikacji. Warsztaty kolejowe w Nowym Sączu wybudowały pod szczytem góry Rachów drewniany hangar.
W tym samym roku rozpoczęto szkolenia które prowadzili instruktorzy szybowcowi Jan Skalski i Leopold Kwiatkowski. Starty szybowców odbywały się ze zbocza przy pomocy lin gumowych, były loty tzw. szusy, przejazdy szybowcem bez oderwania od ziemi szybowca a dalszy etap szkolenia obejmował krótkie loty ślizgowe po prostej oraz loty doskonalące z wykonywaniem zakrętów na szybowcach przejściowych. Po lądowaniu szybowce wyciągano na górę do następnych startów przy pomocy konia.

### Szkoła na górze Jodłowiec

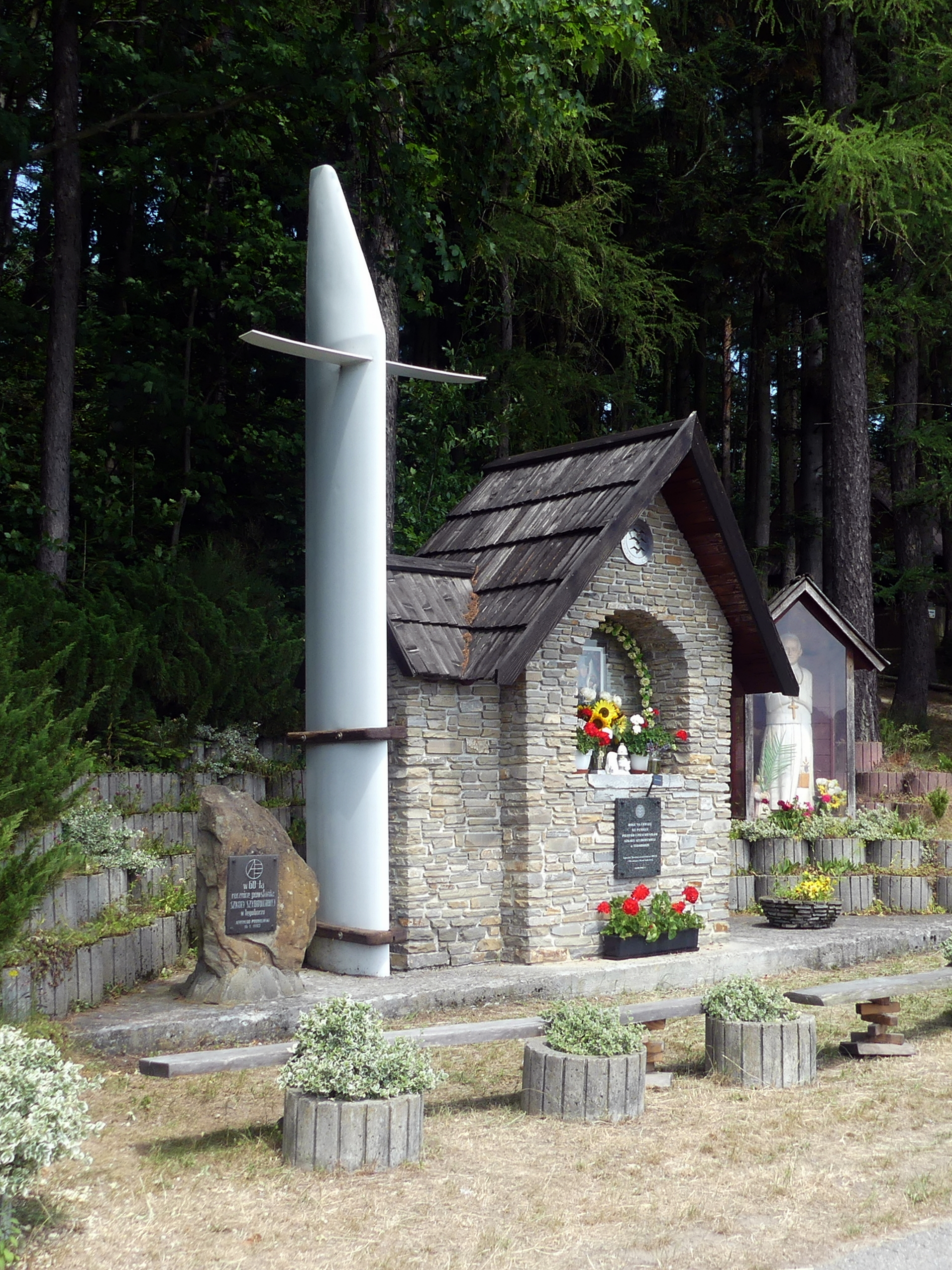
Pomnik upamiętniający Szkołę Szybowcową na górze Jodłowiec Wielki

W następnym roku do Tęgoborzy przyjechał z wizytą płk Bolesław Stachoń, dokonał inspekcji nowego terenu na sąsiedniej górze Jodłowiec Wielki (482 m n.p.m.) celem podniesienia poziomu szkolenia do wyższych kategorii C i D na szybowcach treningowych które wymagały terenu umożliwiającego loty żaglowe. Po tej wizycie Departament Lotnictwa wydał pozytywną decyzję rozbudowy szkoły szybowcowej. W 1936 roku na zakupionym terenie ukończono budowę na Jodłowcu hangaru mieszczącego 16 szybowców, pomieszczeń mieszkalnych dla 40 osób i świetlicy.
W Tęgoborzu w latach 1933–1937 wykonano 8800 lotów, w czasie 561 godzin. Wyszkolono pilotów szybowcowych w kategoriach: A – 86, B – 82, C – 91, D – 2. Dla porównania w 1935 r. ogólna liczba pilotów szybowcowych w Polsce wynosiła 950 osób (kat A i B).
Szkoła w 1937 r. była jedną z 17 szkół szybowcowych LOPP w Polsce, miała wysoki status podkategorii B stopnia III i IV, realizowała szkolenie lotnicze młodzieży według hasła: „Od szybownictwa do pilotażu silnikowego”, którego autorem był Prezes Zarządu Głównego LOPP gen Leon Berbecki. Szkoła miała także bibliotekę ze zbiorem 80 książek oraz prenumerowała czasopisma lotnicze, wykonywano loty propagandowe w Krynicy, Zakopanem, Jaśle i Nowym Sączu, przeprowadzono 30 wykładów i odczytów propagujących lotnictwo sportowe, nakręcono film instruktażowy pokazujący budowanie szybowca i szkolenie szybowcowe.
Warsztaty kolejowe w Nowym Sączu wykonały dla szkoły 15 szybowców: CWJ – 4 szt, Wrona – 3 szt, Czajka – 4 szt, Komar – 4 szt oraz dwa wozy transportowe dla szybowców i wykonywały bieżące naprawy. Liczba szybowców stopniowo się zwiększała, LOPP przekazała następne szybowce „SG-3”, „WWS-2 Żaba”, „Sroka”, najnowsze „WWS-1 Salamandra” oraz jednomiejscowy wyczynowy szybowiec „Orlik”. Od sierpnia 1939 r. szkoła dysponowała 33 szybowcami.
Najlepsze wyniki osiągnęli piloci szybowcowi:
- Leopold Kwiatkowski, wysokość ponad start 1500 m, startował wielokrotnie w krajowych zawodach szybowcowych reprezentując Aeroklub Krakowski.
- Stanisław Skalski, przelot w linii prostej 182 km,
- najdłużej wykonany lot 5 godzin 39 m wykonał P. Czartołomny.

W Tęgoborzu wyszkolono w 1938 r.:
- 5 pilotów Aeroklubu Zakopiańskiego (oddział Aeroklubu Krakowskiego) do kategorii C[2].
- grupę oficerów 2 Pułku Lotnictwa z Krakowa.
- 40-osobową harcerzy i harcerek w czasie obozu harcerskiego zorganizowanego przez Referat Lotniczy Komendy Głównej ZHP z Warszawy, komendantem obozu był harcmistrz Derengowski Franciszek, kierownik Referatu Lotniczego Głównej Kwatery Harcerzy, a zarazem pilot i instruktor szybowcowy[3], jednym z harcerzy był Jan Magura[4].
- 12-osobową grupę harcerzy z Węgier.

W 1939 r. w Tęgoborzu odbył się obóz 1 Lotniczej Drużynie Harcerzy im. gen. J.H. Dąbrowskiego z Poznania.
Kadrę szkoły stanowili: kierownik wyszkolenia, instruktor Leopold Kwiatkowski, piloci instruktorzy: Jan Skalski, Mieczysław Lewandowski, Zygmunt Brzeski, Bolesław Pawlusiewicz, Tadeusz Haczkiewicz, Edmund Wabik oraz Stanisław Wielgus, Jerzy Adamek, Tadeusz Schiele, Józef Niewiedział.
W sierpniu 1939 r. sprzęt szkoły szybowcowej z Tęgoborzy został przejęty przez Niemców i wywieziony, przez okres okupacji niemieckiej szkoła była nieczynna.

### Okres powojenny
Po wojnie Leopold Kwiatkowski i Jerzy Iszkowski ponownie zaangażowali się w odtwarzanie szkoły szybowcowej. Szkoła podlegała pod Departament Lotnictwa i od 1946 roku rozpoczęto loty z Jodłowca, a od następnego roku szkolenia studentów z Sekcji Lotniczej z Krakowa. W 1948 roku szkoła szybowcowa podlegała Powszechnej Organizacji „Służba Polsce” w która w trakcie obozów oprócz wykładów z teorii i zagadnień lotniczych prowadziła także wykłady wychowawcze i polityczne. W późniejszym czasie szkoła miała na wyposażeniu szybowce: IS-A Salamandra (SP-1144), Grunau Baby.
W Tęgoborzu latało wielu znanych pilotów którzy wykonywali loty zaliczone do uzyskania odznak szybowcowych:
- Andrzej Abłamowicz, rekordowy lot 5 godzin 15 min (1948),
- Jerzy Iszkowski zdobył srebrną odznakę szybowcową, wykonując loty w czasie 5 godzin 4 min, przelot 51 oraz uzyskał przewyższenie 1600 m (1948),
- Julian Bojanowski, zdobył srebrną odznakę za długotrwałość lotu 7 godzin 22 min[7].

W 1950 r. władza komunistyczna podjęła decyzję o likwidacji szkoły, wyposażenie i sprzęt stopniowo wywożono, personel zwolniono, szkoła przestała istnieć. Po 5 latach przestoju działalności lotniczej na Sądecczyźnie powstał społeczny komitet odbudowy szkoły szybowcowej w Tęgoborzu. 16 maja 1957 r. uroczyście otwarto lotniczą bazę szkoleniową na górze Jodłowiec pod nazwą Aeroklub Nowosądecki. W listopadzie tego samego roku zmieniono nazwę na Aeroklub Podhalański. Z uwagi na nowe metody szkolenia szybowcowego, starty wyciągarką i holowania szybowców samolotami, loty szkoleniowe odbywały się na lądowisku w Kurowie. W latach 1960–1965 powstała nowa baza szkoleniowa z infrastrukturą w Łososinie Dolnej, a szybowisko w Tęgoborzu zostało zlikwidowane.
Sądeckie Stowarzyszenie „Orlik” w miejscu dawnej szkoły szybowcowej na górze Jodłowiec Wielki organizuje zawody modelarstwa lotniczego: Zawody Modeli Szybowców Zdalnie Sterowanych o Puchar Ziemi Sądeckiej, Mistrzostwa Polski Modeli Szybowców Zdalnie Sterowanych kat. F3F.

## Upamiętnienie
W 1993 r. na górze Jodłowiec Wielki postawiono pomnik upamiętniający istnienie Szkoły Szybowcowej.